# Осиновка (приток Исети)
Осиновка — река в России, протекает по Каргапольскому району Курганской области. Исток в урочище Берёзовка. Устье реки находится в 257 км по правому берегу реки Исети, у села Осиновского. Длина реки составляет 22 км.

## Данные водного реестра
По данным государственного водного реестра России, Осиновка относится к Иртышскому бассейновому округу, речному бассейну Иртыша, речному подбассейну Тобола. Водохозяйственный участок — Исеть от города Екатеринбурга до впадения реки Течи.